# Sófax

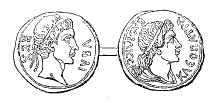
Imágenes del rey Juba II y la reina Cleopatra Selene II. Juba afirmaba ser descendiente de Sófax.

Sófax (Sophax, Syphax o Sufaqs; o también con el nombre de la ciudad actual Sfax, en Túnez) era un héroe de las mitología griega y de la mitología bereber.

## Descripción
Según un mito tardío, Sófax era el hijo de Tingis nacido en su segundo matrimonio con Heracles, y también nieto de Poseidón y Gea. Según el mito, Sófax reemplazó a Anteo como guardia del país de los bereberes (o amaziges); mientras otros mitos indican que también habría sido el fundador de Tánger, así llamada en memoria de su madre.  
Sófax habría tenido un hijo, llamado Diodoro, que habría reinado sobre muchas tribus bereberes de África del Norte, con la ayuda de los dioses olímpicos. Según la mitología bereber, muchos de los reyes bereberes serían descendientes de Sófax.   
Según el historiador griego Plutarco, muchos de los mitos fueron creados para legitimar al rey de Numidia Juba II, quién se consideró un descendiente de Diodoro y Sófax.